# Georgios Tzavelas
Georgios Tzavelas (Atenas, 26 de novembro de 1987) é um ex-futebolista grego que atuava como zagueiro.

## Carreira

### Kerkyra
Tzavellas se profissionalizou no AO Kerkyra em uma partida em casa contra o AEL Larissa (0–0). Em Kerkyra Kerkyra jogou 23 partidas (2 gols) antes de assinar com o Panionios emjaneiro de 2008.

### Panionios
No Panionios, Tzavellas ganhou a camisa de número 31. Ele fez sua estreia em 13 de setembro de 2008, contra o Panserraikos. E marcando seu primeiro gol contra a AEL Larissa. Em sua primeira temporada completa, Tzavellas fez 17 presenças, marcando gols. Na época de 2009–10 ganhou a titularidade absoluta. Com 24 presenças e nenhum gol.